# Atelopus andský
Atelopus andský (Atelopus andinus, Rivero, 1968) je druh žáby z čeledi ropuchovitých, endemický pro oblast východního Peru. Obývá tropické a lužní lesy v podhůří ve výškách 1000–2200 m n. m.